# VB Lolland
Velo Branderslev Lolland (forkortet VB Lolland) er en tidligere dansk fodboldklub, der var hjemmehørende i Nakskov på Lolland. Serieklubben blev officielt dannet som et holdsamarbejde i den sidste fjerdedel af 2005 mellem Nakskov-klubben Boldklubben Velo og nærliggende Branderslev Idrætsforening (BIF) og omfattede alle klubbernes hold på herreseniorplan i de lokale serier. Den vestlollandske overbygningsklub, som formelt var medlem af lokalforbundet Lolland-Falsters Boldspil-Union (LFBU) og derigennem Dansk Boldspil-Union (DBU), afviklede alle sine turneringskampe på hjemmebane på Boldklubben Velos idrætsanlæg i den nordvestlige del af Nakskov.
VB Lolland overtog Boldklubben Velos fodboldklublicens til den lokale Serie 1, hvor allianceklubben indledte sin tilværelse med sportslig virkning fra 2006-sæsonen. Den højeste placering i rækkerne i løbet af overbygningsholdets 2½ årige lange levetid endte med at blive en syvendeplads i den sjettebedste danske fodboldrække, Lolland-Falsterserien i 2007-sæsonen, før moderklubberne efter afslutningen på forårssæsonen i 2008 besluttede at opsige samarbejdet og videregive spillelicensen til Branderslev IFs førstehold.

## Klubbens historie
Ved afslutningen af 2005-sæsonen besluttede naboklubberne Boldklubben Velo (stiftet 1. juli 1927) fra den nordvestlige del af Nakskov og Branderslev Idrætsforening beliggende nordvest for Nakskov (stiftet 20. juni 1942) efter en række indledende samtaler imellem klubbernes bestyrelser i løbet af efteråret at indgå et holdsamarbejde på seniorplan, hvilket omfattede alle klubbernes daværende hold i henholdsvis serie 1 (hvor begge klubbers førstehold var placeret inden samarbejdets start), serie 3 (et hold) og serie 5 (pulje 1) med sportslig virkning fra og med 2006-sæsonen. Det aftaltes, at alle serieklubbens hjemmebanekampe i de lokale turneringer skulle afvikles på Boldklubben Velo's tilstødende idrætsanlæg. Klubsamarbejdets officielle navn blev en sammentrækning af moderklubbernes navne VB Lolland, der var en forkortelse for Velo Branderslev Lolland. De primære og sekundære spilledragter blev ligeledes en kombination af moderklubbernes farver (hvid og blå for Boldklubben Velo, grøn og hvid for Branderslev Idrætsforening), hvorimod der ikke blev designet et officielt klublogo for det fælles overbygningshold.
Konsekvensen med indgåelsen af samarbejdsaftalen blev, at det ene førstehold for den ene moderklub i serie 1 måtte tvangsnedrykkes en enkel række, til serie 2, eftersom den lokale fodboldunion ikke kunne give en dispensation til to hold fra samme klub i samme række af sportslige hensyn. Til trods for at Branderslev IF's bedste seniormandskab spillede i serie 1 under LFBU på samme tidspunkt som den anden moderklub og endvidere endte 2005-sæsonen fire point over Boldklubben Velo i seriens slutstilling, blev det Boldklubben Velos klublicens til den syvendebedste danske fodboldrække, Serie 1, som VB Lolland overtog. VB Lolland debuterede officielt i turneringsmæssig sammenhæng i forbindelse med en udebanekamp den 9. marts 2006 på Holeby Idrætsanlæg mod sydlollandske Holeby Idrætsforening (HIF blev i 2007 en del af overbygningsholdet Sydalliancen), hvor man sejrede med cifrene 5—3. Målsætningen for sammenlægningen af seniorholdene på Vestlolland var i første omgang at rykke op i den øverste lokale række under Lolland-Falsters Boldspil-Union.
De fremlagte forventninger til holdet blev allerede indfriet i den vestlollandske overbygningsklubs sin første sæson, da man vandt serie 1 og sikrede sig direkte oprykning til Lolland-Falsterserien under ledelse af klubbens første cheftræner, Jan K. Hansen. Seriemesterskabet grundlagdes gennem 21 sejre og fem nederlag ud af samlet 26 spillede seriekampe med en samlet målscore på 112—36, seks point foran Nakskov Boldklubs andethold i sluttabellen. 2007-sæsonen i Lolland-Falsterserien (LF-serien) blev allianceklubbens bedste i dets godt 2½ år korte levetid, da man opnåede en samlet syvendeplads (blandt 10 hold) i slutstillingen, hvilket skete med den nye fodboldtræner Jørgen Carstensen og senere med den spillende træner René Mathiesen ved roret. Oprykkerne fra Vestlolland klarede sig fint igennem forårssæsonen i 2007 med 20 point i 14 kampe og en placering midt i fodboldrækken (ti point over nedrykningsstregen), men havde en mindre god efterårssæson uden dog at holdet på noget tidspunkt skulle kæmpe om nedrykning. I den efterfølgende 2008-sæson, med cheftræner Boye Jørgensen, endte vestlollikkerne på en samlet ottendeplads (blandt ti hold) i de indledende runder af Lolland-Falsterserien, hvilket kvalificerede holdet til det midlertidige nedrykningsspil som følge af de indførte ændringer i turneringssæsonens start og afslutning. I nedrykningsspillet omkring fortsat deltagelse i den bedste fodboldrække på Lolland-Falster blev det imidlertid en sidsteplads i tabellen (nr. 5 og 6 i LFS nedrykningsspil rykkede direkte ned i Serie 1, mens nr. 4 spillede kvalifikationskamp mod den næstbedste placerede klub fra Serie 1), hvilket sendte holdet til nedrykning til serie 1. VB Lollands sidste turneringskamp blev i forårssæsonen 2008 blev udebanenederlaget på 3—1 den 21. juni 2008 mod Væggerløse Boldklub på hjemmeholdets anlæg.
I maj måned 2008 var der blevet lagt op til at slå moderklubberne sammen gennem en fuldstændig fusion og klubberne var i realiteten enige om sammenlægningen, men Boldklubben Velo valgte at springe fra i sidste øjeblik. Efter afslutningen på forårssæsonen 2008, i slutningen af juli måned, valgte Branderslev IF imidlertid i enighed med Boldklubben Velo at stoppe samarbejdet på seniorplan, opløse den fælles spillertrup og gå hvert til sit. Få uger inden 2008/09-sæsonens turneringsstart blev VB Lollands spillelicens til serie 1 overdraget til Branderslev IFs førstehold efter aftale klubberne imellem og med en godkendelse fra lokalunionens turneringsudvalg eftersom de gældende spilleregler var blevet fulgt. Årsagen til fodboldoverbygningens ophævelse er blevet angivet som værende en mangel på Boldklubben Velos evne til at stille med det nødvendige antal ledere, der skulle få holdsamarbejdet til at fungere optimalt. I stedet lagde Boldklubben Velo de fleste kræfter på ungdomsafdelingen i eliteprojektet Team Lolland, som er et andet samarbejde på ungdomsplan Nakskov-klubben deltager i sammen med Nakskov Boldklub, Horslunde Boldklub, Rudbjergs Forenede Boldklub og Maribo Boldklub. Branderslev IF, hvor VB Lollands førsteholdstræner i forårssæsonen fortsatte sin trænerstilling, valgte efter det mislykkede samarbejde på ny at fokusere på klubbens sociale engagement. Ved samarbejdets ophør bestod op mod halvdelen af spillertruppen af Boldklubben Velo-spillere, som fortsatte med serie 3-fodbold i moderklubben i stedet for at fortsætte i Branderslev IF.

## Klubbens resultater

### DBU's Landspokalturnering
Det lollandske fodboldprojekt nåede i sin levetid ikke forbi de lokale indledende runder under Lolland-Falsters Boldspil-Union (LFBU), der skulle kvalificere klubben til hovedrunderne af DBU's Landspokalturnering administreret af Dansk Boldspil-Union (DBU). I 2006/07-sæsonen tabte man på udebane mod det daværende serie 3-mandskab i 2. kvalifikationsrunde, mens klubben tabte mod Boldklubben Frem Sakskøbing i 3. kvalifikationsrunde (runden inden 1. runde af landspokalturneringen) i 2007/08-sæsonen. Man deltog ikke i 2008/09-sæsonen.

### Danmarksturneringen i fodbold
| Sæson      | Niv | 0Liga0                                    | Nr     | Statistik | Statistik | 0Topscorer0 | 0Tilskuere0        |
| ---------- | --- | ----------------------------------------- | ------ | --------- | --------- | ----------- | ------------------ |
| 2006       | 7   | 0Serie 10                                 | 1 (10) | 26–21–0–5 | 112–36    | 0i/t        | Vinder / Oprykning |
| 2007       | 6   | 0Lolland-Falsterserien0                   | 7 (10) | 27–7–4–16 | 62–69     | 0i/t        |                    |
| 2008 forår | 6   | 0Lolland-Falsterserien (indledende)0      | 8 (10) | 9–2–0–7   | 12–26     | 0i/t        | Nedrykningsspil    |
| 2008 forår | 6   | 0Lolland-Falsterserien (nedrykningsspil)0 | 6 (6)  | 5–0–1–4   | 3–19      | 0i/t        | Nedrykning         |

Niv: Rækkens niveau i den pågældende sæson, Nr.: Slutplacering, Tilskuere: Tilskuergennemsnit på både ude- og hjemmebane.